# Taunton Deane
Taunton Deane era un borgo del Somerset, Inghilterra, con sede a Taunton.
Il distretto fu creato con il Local Government Act 1972, il 1º aprile 1974 dalla fusione del municipal borough di Taunton col Distretto urbano di Wellington, il Distretto rurale di Taunton e il Distretto rurale di Wellington, e fu soppresso esattamente 45 anni dopo. Nel 1º aprile 2019 si è allargato fondendosi nel distretto Somerset West and Taunton.

## Parrocchie civili
- Ashbrittle
- Ash Priors
- Bathealton
- Bickenhall
- Bishop's Hull
- Bishops Lydeard
- Bradford on Tone
- Burrowbridge
- Cheddon Fitzpaine
- Chipstable
- Churchstanton
- Combe Florey
- Comeytrowe
- Corfe
- Cothelstone
- Creech St Michael
- Curland
- Durston
- Fitzhead
- Halse
- Hatch Beauchamp
- Kingston St. Mary
- Langford Budville
- Lydeard St. Lawrence
- Milverton
- North Curry
- Norton Fitzwarren
- Nynehead
- Oake
- Orchard Portman
- Otterford
- Pitminster
- Ruishton
- Sampford Arundel
- Staple Fitzpaine
- Staplegrove
- Stawley
- Stoke St Gregory
- Stoke St Mary
- Thornfalcon
- Tolland
- Trull
- Wellington
- Wellington Without
- West Bagborough
- West Buckland
- West Hatch
- West Monkton
- Wiveliscombe